# Gouvernement Pierlot I
Royaume de Belgique
Spaak I Pierlot II
Le gouvernement Pierlot I est un gouvernement belge composé de catholiques, de socialistes et de techniciens. Il gouverne du 22 février au 18 avril 1939.
Les libéraux avaient quitté le gouvernement Spaak I à la suite de leur refus de nommer l'activiste Adriaan Martens à la tête de l'Académie flamande de médecine, conduisant à la démission de Paul-Henri Spaak. Hubert Pierlot est alors chargé de former un nouveau gouvernement. Les libéraux refusent d'entrer dans une majorité tant que la nomination de Martens n'aura pas été annulée. Pierlot réussit à former une équipe constitué de catholiques et de socialistes ; cependant, le refus des socialistes de soutenir une politique déflationniste entraîne très vite la chute du gouvernement.

## Composition
| Fonction                                                  | Titulaire | Titulaire          | Titulaire           | Parti            |
| --------------------------------------------------------- | --------- | ------------------ | ------------------- | ---------------- |
| Premier ministre et ministre de l'Agriculture             |           | Hubert Pierlot     | Hubert Pierlot¹     | Parti catholique |
| Ministre des Affaires étrangères et du Commerce extérieur |           | Eugène Soudan      | Eugène Soudan²      | POB              |
| Ministre de la Justice                                    |           | August De Schryver | August De Schryver³ | Parti catholique |
| Ministre de l'Intérieur et de la Santé publique           |           | Willem Eekelers    | Willem Eekelers⁴    | POB              |
| Ministre de l'Instruction publique                        |           | Edgar Blanquaert   | Edgar Blanquaert³   | technicien       |
| Ministre des Finances                                     |           | Camille Gutt       | Camille Gutt        | technicien       |
| Ministre de la Défense nationale                          |           | Henri Denis        | Henri Denis         | technicien       |
| Ministre des Travaux publics et des Communications        |           | Henri Marck        | Henri Marck³        | Parti catholique |
| Ministre des Affaires économiques et des Classes moyennes |           | Raoul Richard      | Raoul Richard³      | technicien       |
| Ministre du Travail et de la Prévoyance sociale           |           | Arthur Wauters     | Arthur Wauters      | POB              |
| Ministre des Colonies                                     |           | Gaston Heenen      | Gaston Heenen³      | technicien       |

## Remaniements
Le 16 avril 1939 le gouvernement est élargi au Parti libéral
¹ Hubert Pierlot est uniquement Premier ministre
² Eugène Soudan est nommé ministre de la Justice
³ August De Schryver, Edgar Blanquaert, Raoul Richard, Gaston Heenen et Henri Marck démissionnent et quittent le gouvernement.
⁴ Willem Eekelers est uniquement ministre de la Santé publique.
⁵ Le parti libéral désigne Paul-Émile Janson membre du Conseil des ministres, Arthur Vanderpoorten ministre des Travaux publics et de la Résorption du chômage et Albert Devèze ministre de l'Intérieur.
⁶ Le parti catholique désigne Gustave Sap ministre des Affaires économiques et des Classes moyennes, Albert de Vleeschauwer ministre des Colonies et Charles d'Aspremont-Lynden ministre de l'Agriculture.
⁷ Le technicien Jules Duesberg est nommé ministre de l'Instruction publique.
⁸ Le congrès du Parti ouvrier belge vote contre la participation des socialistes à ce gouvernement remanié, le 18 avril les ministres Soudan, Wauters et Eekelers démissionnent.    